# Jackie Geary
Jacqueline „Jackie“ Geary (* 22. August 1977 in Port Jefferson, New York) ist eine US-amerikanische Schauspielerin.

## Leben
Geary startete ihre Schauspielkarriere beim Fernsehen im Jahr 2003. Sie trat vereinzelt in Serien wie Will & Grace, How I Met Your Mother und Weeds – Kleine Deals unter Nachbarn auf. Sie spielte in einer Folge der Krimiserie Castle die Auftragskillerin Maggie Dowd und drei Folgen lang NCIS Agent Susan Grady in der Krimiserie Navy CIS. Beim Film debütierte sie 2005 an der Seite von Cameron Diaz und Toni Collette in dem von Curtis Hanson inszenierten Liebesfilm In den Schuhen meiner Schwester in einer kleinen Rolle als My Marcia. Seitdem war sie vor allem in Independentfilmen zu sehen, die nicht in deutscher Sprache synchronisiert wurden.

## Filmografie (Auswahl)
Film
- 2005: In den Schuhen meiner Schwester (In Her Shoes)
- 2007: Look
- 2008: Polar Opposites
- 2009: Miss Ohio
- 2009: Soul Fire Rising
- 2009: The Condom Killer
- 2013: White House Down
- 2017: Eliza Sherman’s Revenge

Serie
- 2003: Will & Grace (eine Folge)
- 2005: How I Met Your Mother (eine Folge)
- 2006: Criminal Minds (eine Folge)
- 2009: Castle (eine Folge)
- 2009–2013: Navy CIS (NCIS drei Folgen)
- 2009: Without a Trace – Spurlos verschwunden (Without a Trace, eine Folge)
- 2012: Suburgatory (eine Folge)
- 2012: Weeds – Kleine Deals unter Nachbarn (Weeds, eine Folge)
- 2013–2014: Jon and Jen Are Married (16 Folgen)
- 2017–2018: Die Goldbergs (The Goldbergs, drei Folgen)
- 2017–2018: Tote Mädchen lügen nicht (sechs Folgen)